# Толбот, Чарльз, 1-й барон Толбот
Чарльз Толбот, 1-й барон Толбот из Хензола (англ. Charles Talbot, 1st Baron Talbot; 21 декабря 1685 — 14 февраля 1737) — британский адвокат и политик, лорд-канцлер Великобритании (1733—1737).

## Биография

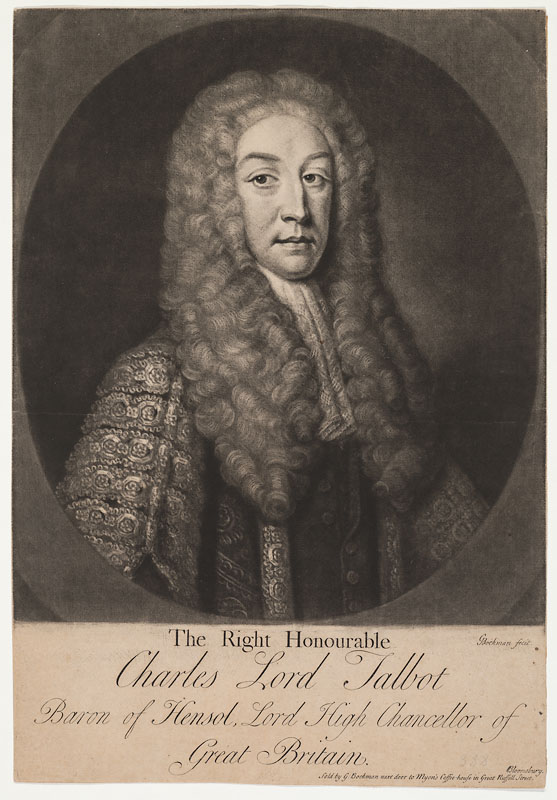
Лорд Чарльз Толбот, портрет Герхарда Бокмана

Старший сын Уильяма Толбота (1658—1730), епископа Даремского, и Кэтрин Кинг, дочери олдермена Ричарда Кинга из Лондона. Потомок Джона Толбота, 1-го графа Шрусбери.
Чарльз Толбот получил образование в Итонском колледже и Ориэль-колледже в Оксфорде. В 1704 году он стал стипендиатом Колледжа Всех Душ в Оксфорде. В 1711 году он стал адвокатом, а в 1717 году был назначен на должность генерального солиситора принца Уэльского. Заседал в Палате общин Великобритании от
Трегони (1720—1722) и Дарема (1722—1734). В 1726 году Чарльз Толбот стал генеральным солиситором, а в 1733 году был назначен лордом-канцлером Великобритании. 5 декабря 1733 года для него был создан титул 1-го  барона Толбота из Хензола в графстве Гламорган (Пэрство Великобритании). В том же 1733 году Чарльз Толбот стал членом Тайного совета.
Во время своего трехлетнего пребывания в должности лорда-канцлера Чарльз Толбот следовал праву справедливости. У современников он пользовался репутацией человека с острым умом. Он был покровителем поэта Джеймса Томсона. Джозеф Балтер посвятил ему свою знаменитую Аналогию. Свой титул он получил от поместья Хензол в Пендойлане, графство Гламорган, которые он получил благодаря браку.
После болезни, во время которой король и королева ежедневно спрашивали о его здоровье, Чарльз Толбот скончался 14 февраля 1737 года в своём доме на Линкольнс-Инн-Филдс.

## Семья
Летом 1708 года Чарльз Толбот женился на Сесиль Мэтью (ум. 13 июня 1720), дочери Чарльза Мэтью из Кастеля и Минаха (Гламорган) и внучке David Дэвида Дженкинса из Хензола (1582—1663). Здесь он построил особняк в тюдоровском стиле, известный как замок. У супругов было пять сыновей, из которых выжили только трое:
- Уильям Толбот, 1-й граф Толбот (16 мая 1710 — 27 апреля 1782), преемник отца
- Достопочтенный  Джон Толбот  (ум. 22 сентября 1756)
- Преподобный Достопочтенный  Джордж Толбот (ум. 19 ноября 1782).